# 丹麥的瑪麗王妃
瑪麗·阿嘉莎·奧德莉（Marie Agathe Odile，1976年2月6日—）是丹麦王子約阿希姆的第二任妻子。本名瑪麗·阿嘉莎·奧德莉·卡瓦利耶（Marie Agathe Odile Cavallier）。她生有兩名孩子：亨利伯爵及雅典娜女伯爵；並有兩名繼子。在嫁入王室之前，瑪麗是一名公關。

## 生平
瑪麗在1976年生於法國巴黎，父母離異後移居日內瓦，是獨生女。瑪麗和约阿基姆在2002年秋天一場私人打獵會上相識，兩人當時沒一見鍾情。他們在2005年春天開始約會，2007年10月宣布婚訊，兩人的婚禮在丹麥日德蘭半島邊境城市岑訥附近的蒙吉通德（Mogeltonder）教堂舉行。此外，瑪麗能操流利法語、英語、丹麦語、意大利語、西班牙語。

## 荣誉

### 丹麦勋章奖章
- 大象勋章（2008年5月24日[1]）

### 外国勋章奖章
- 冰島 獵鷹勳章（英语：Order of the Falcon）大十字級 (Grand Cross of the Order of the Falcon)